# 立居場光生
立居場 光生（たていば みつお、1944年5月 - ）は、日本の電子工学者。九州大学名誉教授。元有明工業高等専門学校校長。産学官連携功労者表彰総務大臣賞受賞。

## 人物・経歴
1967年九州大学工学部電子工学科卒業。1969年九州大学大学院工学研究科電子工学専攻修了、九州大学助手。1977年九州大学工学博士、長崎大学助教授。1983年九州大学助教授。1990年九州大学教授。2004年九州大学大学院システム情報科学研究院長。2008年有明工業高等専門学校校長、九州大学名誉教授。平成20年度産学官連携功労者表彰総務大臣賞受賞。令和元年度秋の叙勲において教育研究功労で瑞宝中綬章受章。